# Chhoser
Chhoser (Nepali छोसेर) ist ein Village Development Committee (VDC) im Distrikt Mustang im oberen Flusstal des Kali Gandaki.
Chhoser liegt im äußersten Norden des Distrikts an der Grenze zum autonomen Gebiet Tibet (VR China). Chhoser liegt nordöstlich von Lo Manthang und war früher Teil des Königreichs Lo. Hauptort im VDC ist Nenyul. Die Ortschaften in Chhoser liegen hauptsächlich am Ostufer des Kali Gandaki. Gegenüber, am westlichen Flussufer, erstreckt sich das VDC Chhonhup.

## Einwohner
Im Jahr 2001 hatte Chhoser eine Einwohnerzahl von 783. Bei der Volkszählung 2011 hatte Chhoser noch 529 Einwohner (davon 227 männlich) in 158 Haushalten.

## Dörfer und Weiler
Chhoser besteht aus mehreren Dörfern und Weilern:
- Bharcha (3860 m ⊙)
- Chaklo (5085 m)
- Chhorma (4610 m)
- Dhuk (3860 m ⊙)
- Gamaar (4580 m)
- Ghom (3900 m ⊙)
- Kimbu (4602 m)
- Nenyul (3780 m ⊙)
- Panglamo (5040 m)
- Samjong (3980 m)
- Sisa (3860 m)
- Siyabala (4780 m)